# أردي (كلخوران)
أردي (بالفارسية: اردی) هي منطقة سكنية تقع في إيران في قسم کلخوران الريفي. يقدر عدد سكانها بـ 163 نسمة بحسب إحصاء 2016.